# Élections législatives de 1978 en Lot-et-Garonne
Les élections législatives françaises de 1978 se déroulent les 12 et 19 mars 1978. Dans le département de Lot-et-Garonne, trois députés sont à élire dans le cadre de trois circonscriptions.

## Élus
| Circonscription | Député sortant          | Parti | Parti | Député élu ou réélu     | Parti | Parti |
| --------------- | ----------------------- | ----- | ----- | ----------------------- | ----- | ----- |
| 1re             | Christian Laurissergues |       | PS    | Christian Laurissergues |       | PS    |
| 2e              | Hubert Ruffe            |       | PCF   | Hubert Ruffe            |       | PCF   |
| 3e              | Édouard Schloesing      |       | Rad   | Marcel Garrouste        |       | PS    |

## Résultats

### Résultats à l'échelle du département
| Parti          | Parti                              | Premier tour | Premier tour | Second tour | Second tour | Sièges |
| Parti          | Parti                              | Voix         | %            | Voix        | %           | Sièges |
| -------------- | ---------------------------------- | ------------ | ------------ | ----------- | ----------- | ------ |
|                | Parti socialiste                   | 44 256       | 25,59        | 65 518      | 36,63       | 2      |
|                | Parti communiste français          | 40 217       | 23,26        | 28 739      | 16,07       | 1      |
|                | Mouvement des radicaux de gauche   | 1 317        | 0,76         |             |             | 0      |
|                | Union de la gauche                 | 85 790       | 49,61        | 94 257      | 52,70       | 3      |
|                |                                    |              |              |             |             |        |
|                | Rassemblement pour la République   | 40 684       | 23,53        | 84 590      | 47,30       | 0      |
|                | Union pour la démocratie française | 21 056       | 12,18        | Retrait     | Retrait     | 0      |
|                | Divers droite                      | 17 960       | 10,39        |             |             | 0      |
|                | Majorité présidentielle            | 79 700       | 46,09        | 84 590      | 47,30       | 0      |
|                |                                    |              |              |             |             |        |
|                | Divers écologiste                  | 4 105        | 2,37         |             |             | 0      |
|                | Extrême gauche                     | 3 344        | 1,93         | 0           |             |        |
|                |                                    |              |              |             |             |        |
| Inscrits       | Inscrits                           | 208 732      | 100,00       | 208 714     | 100,00      | 3      |
| Abstentions    | Abstentions                        | 31 760       | 15,22        | 25 443      | 12,19       |        |
| Votants        | Votants                            | 176 972      | 84,78        | 183 271     | 87,81       |        |
| Blancs et nuls | Blancs et nuls                     | 4 033        | 2,28         | 4 424       | 2,41        |        |
| Exprimés       | Exprimés                           | 172 939      | 97,72        | 178 847     | 97,59       |        |

### Résultats par circonscription

#### Première circonscription (Agen - Nérac)
| Candidat       | Candidat                              | Parti             | Premier tour | Premier tour | Second tour | Second tour |  |
| Candidat       | Candidat                              | Parti             | Voix         | %            | Voix        | %           |  |
| -------------- | ------------------------------------- | ----------------- | ------------ | ------------ | ----------- | ----------- |  |
|                | Christian Laurissergues sortant réélu | PS                | 17 816       | 27,76        | 35 488      | 53,34       |  |
|                | Michel Gonelle                        | RPR               | 15 015       | 23,39        | 31 043      | 46,66       |  |
|                | Jean-Claude Delanis                   | PCF               | 13 740       | 21,41        | Retrait     | Retrait     |  |
|                | Georges Ricci                         | Divers droite     | 9 648        | 15,03        |             |             |  |
|                | Daniel Soulignac                      | Divers écologiste | 2 730        | 4,25         |             |             |  |
|                | Gaston de Sansac                      | Divers droite     | 2 536        | 3,95         |             |             |  |
|                | Patrick Bourdois                      | Divers droite     | 1 750        | 2,73         |             |             |  |
|                | Paule Lauron                          | LO                | 950          | 1,48         |             |             |  |
|                |                                       |                   |              |              |             |             |  |
| Inscrits       | Inscrits                              | Inscrits          | 78 750       | 100,00       | 78 731      | 100,00      |  |
| Abstentions    | Abstentions                           | Abstentions       | 13 060       | 16,58        | 10 640      | 13,51       |  |
| Votants        | Votants                               | Votants           | 65 690       | 83,42        | 68 091      | 86,49       |  |
| Blancs et nuls | Blancs et nuls                        | Blancs et nuls    | 1 505        | 2,29         | 1 560       | 2,29        |  |
| Exprimés       | Exprimés                              | Exprimés          | 64 185       | 97,71        | 66 531      | 97,71       |  |

#### Deuxième circonscription (Marmande)
| Candidat       | Candidat                   | Parti          | Premier tour | Premier tour | Second tour | Second tour |  |
| Candidat       | Candidat                   | Parti          | Voix         | %            | Voix        | %           |  |
| -------------- | -------------------------- | -------------- | ------------ | ------------ | ----------- | ----------- |  |
|                | Hubert Ruffe sortant réélu | PCF            | 17 011       | 32,19        | 28 739      | 53,53       |  |
|                | Gérard Gouzes              | PS             | 11 302       | 21,39        | Retrait     | Retrait     |  |
|                | Pierre Wind                | RPR            | 12 028       | 22,76        | 24 944      | 46,47       |  |
|                | Gérard Guillot             | UDF (PR)       | 10 221       | 19,34        | Retrait     | Retrait     |  |
|                | Jean-Pierre Coste          | MRG            | 1 317        | 2,49         |             |             |  |
|                | Alain Luguet               | LO             | 962          | 1,82         |             |             |  |
|                |                            |                |              |              |             |             |  |
| Inscrits       | Inscrits                   | Inscrits       | 62 412       | 100,00       | 62 411      | 100,00      |  |
| Abstentions    | Abstentions                | Abstentions    | 8 373        | 13,42        | 6 993       | 11,2        |  |
| Votants        | Votants                    | Votants        | 54 039       | 86,58        | 55 418      | 88,8        |  |
| Blancs et nuls | Blancs et nuls             | Blancs et nuls | 1 198        | 2,22         | 1 735       | 3,13        |  |
| Exprimés       | Exprimés                   | Exprimés       | 52 841       | 97,78        | 53 683      | 96,87       |  |

#### Troisième circonscription (Villeneuve-sur-Lot)
| Candidat       | Candidat                   | Parti             | Premier tour | Premier tour | Second tour | Second tour |  |
| Candidat       | Candidat                   | Parti             | Voix         | %            | Voix        | %           |  |
| -------------- | -------------------------- | ----------------- | ------------ | ------------ | ----------- | ----------- |  |
|                | Marcel Garrouste élu       | PS                | 15 138       | 27,07        | 30 030      | 51,22       |  |
|                | Georges Lapeyronie         | RPR               | 13 641       | 24,4         | 28 603      | 48,78       |  |
|                | Édouard Schloesing sortant | UDF (Rad)         | 10 835       | 19,38        | Retrait     | Retrait     |  |
|                | Michel Bordage             | PCF               | 9 466        | 16,93        | Retrait     | Retrait     |  |
|                | Albert de Redon            | diss. UDF         | 4 026        | 7,2          |             |             |  |
|                | Jacqueline Barragué        | Divers écologiste | 1 375        | 2,46         |             |             |  |
|                | Jacqueline Forni           | LO                | 926          | 1,66         |             |             |  |
|                | Ignace Garay               | LCR               | 506          | 0,9          |             |             |  |
|                |                            |                   |              |              |             |             |  |
| Inscrits       | Inscrits                   | Inscrits          | 67 570       | 100,00       | 67 572      | 100,00      |  |
| Abstentions    | Abstentions                | Abstentions       | 10 327       | 15,28        | 7 810       | 11,56       |  |
| Votants        | Votants                    | Votants           | 57 243       | 84,72        | 59 762      | 88,44       |  |
| Blancs et nuls | Blancs et nuls             | Blancs et nuls    | 1 330        | 2,32         | 1 129       | 1,89        |  |
| Exprimés       | Exprimés                   | Exprimés          | 55 913       | 97,68        | 58 633      | 98,11       |  |